# ألكسندر كوفاليف (لاعب كرة قدم مواليد 1986)
ألكسندر كوفاليف هو لاعب كرة قدم أوزبكستاني في مركز الدفاع، ولد في 24 سبتمبر 1986 في طراز في كازاخستان. لعب مع ميتالورج بيكاباد ونادي بونيودكور ونادي لوكوموتيف طشقند ونادي نسف قرشي.

## وصلات خارجية
- ألكسندر كوفاليوف على موقع Soccerway.com (الإنجليزية)